# Massimiliano Manfredi
Massimiliano Manfredi (San Paolo Bel Sito, Nápoles, Italia, 17 de junio de 1973) es un político italiano. Fue diputado de la República Italiana durante la XVII legislatura. Actualmente es concejal regional de Campania.

## Biografía
Hijo del exconcejal de Nola Gianfranco Manfredi, militante del Partido Socialista Italiano, y hermano menor del actual alcalde de Nápoles Gaetano Manfredi, fue secretario provincial de Izquierda Joven en Nápoles hasta 2001. Desde 2006 a 2008, fue jefe de la Secretaría del ministro de la Administración Pública Luigi Nicolais. Además, fue miembro del equipo directivo nacional y secretario en la Ciudad metropolitana de Nápoles del Partido Democrático.
Se presentó candidato a la Cámara de Diputados en las elecciones generales de 2013, siendo elegido en las filas del Partido Democrático en la circunscripción electoral de Campania I. También fue candidato al Senado en las elecciones generales de 2013, concretamente en la circunscripción de Campania II, pero esta vez no logró el escaño.
En las Elecciones regionales de Campania de 2020 fue elegido como concejal regional en el distrito de Nápoles.